# 張雄
張雄（チャン・ウン、1938年7月 - ）は、オーストリア・ウィーンに本部を構える国際テコンドー連盟（ITF）の名誉総裁。

## 経歴
平壌市生まれ。平壌外国語大学を卒業し、若い頃にはバスケットボール選手として活躍した。
1996年から国際オリンピック委員会（IOC）委員、1998年4月から体育省第一副相、朝鮮オリンピック委員会副委員長。2002年にITF総裁が死去した後、追悼式で一部の関係者を糾合して自ら総裁に就任した。2015年までITF総裁を務めた後、名誉総裁となった。2018年10月には、高齢を理由にIOC委員を退任した。
北朝鮮のスポーツ外交を長年にわたり手がけてきた。2000年のシドニーオリンピック開会式における南北合同入場や、2018年平昌オリンピックにおけるアイスホッケー女子の南北合同チーム結成などの実現に関わった。
張の3人の娘は平壌に住んでいる。息子のJong Hyok Chang（2015年時点では38歳）は、2013年からローザンヌ のIOC本部で仕事をしている。張の孫は、ドイツのサッカー・クラブでトレーニングを受けていた。
北朝鮮では数少ない、世界各国を自由に飛び回ってきた人物である。ITF総裁時代には、オーストリアのウィーンに居住していたが、2015年に同総裁を退任してからは平壌に戻った。ウイーン居住時には心臓専門医の治療を受けていたが、この医療費はIOCが負担していた。2012年にはイギリスのエリザベス2世女王を謁見した。
アントニオ猪木は、「2020年のオリンピックの候補地選びで、北朝鮮は東京に1票入れているのです。」「北朝鮮のIOC委員である張雄さんと、私は長い付き合いです。彼は、もともとバスケットボールの選手で、背も高い。（中略）英語も喋りますし、私の英語でも通訳を入れないで簡単な話くらいならできますから。信頼が厚い方で、日本の五輪委員会の人たちとも懇意にしているようです。（引用者注：20）12年11月に私が訪朝したときに、『東京に1票入れますよ』と北朝鮮は言って、10票ぐらいなら、アフリカの友好関係国をまとめられると言ってくれました。北朝鮮はアフリカ諸国に対して相当な数の労働者派遣をしているのですよ。それで日本へ投票してくれたのが、10票なのか、新聞によっては3票というところもありましたが、効果はあったと思います。少なくとも北朝鮮が1票入れたのは間違いない」と語っていた。
松浪健四郎は、「張雄IOC委員は、アフリカの委員を巻き込み、3票をまとめてくれました。『東京』が獲得した60票のうちの4票だから大きかった。中国と韓国が『イスタンブール』に入れたにもかかわらず、ですよ」と語っていた。
張は、金正恩にも近いとされている。